# Jerzy Seweryn Witold Błeszyński-Ferek
Jerzy Seweryn Witold Błeszyński-Ferek, poljski general, * 14. april 1888, † 1946.